# Požgana zemlja
Požgana zemlja je vojaška strategija, katere cilj je ob napredovanju ali umiku uničiti vse, kar bi utegnilo koristiti nasprotniku. K temu sodijo viri hrane, infrastruktura, zgradbe, industrija, in podobno. Strategija uničevanja prebivalstva in življenjskih virov je od leta 1977 prepovedana z ženevsko konvencijo.
Strategijo požgane zemlje so uporabili Rusi v času Napoleonovega pohoda na Rusijo, Josip Stalin pri nemški invaziji med 2. svetovno vojno, pa tudi iraška vojska med umikom iz Kuvajta v času zalivske vojne.